# 張山 (洪武進士)
张山，陕西耀州人。明朝政治人物、進士出身。

## 生平
洪武十八年，登进士，任监察御史，后因事得罪，降充任书吏。